# 후포중학교
후포중학교(厚浦中學校)는 대한민국 경상북도 울진군 후포면 후포리에 있는 공립 중학교이다.

## 학교 연혁
- 1955년 3월 31일 : 후포중학교 설립인가(6학급)
- 1955년 5월 13일 : 개교식 거행
- 1963년 1월 1일 : 행정구역 변경으로 경북에 편입
- 1997년 11월 24일 : 기숙사 준공
- 2001년 12월 1일 : 체육관 준공
- 2009년 10월 16일 : 증축 기숙사 준공
- 2023년 9월 1일 : 제31대 손승철 교장 취임
- 2024년 2월 2일 : 후포중학교 제67회(48명, 계 13,751명) 졸업
- 2024년 3월 4일 : 후포중학교 신입생 입학(48명)

## 참고 자료
- 후포중학교 - 한국교육학술정보원 학교알리미